# Остров (район Собранці)
Остров (словац. Ostrov) — село в Словаччині в районі Собранці Кошицького краю. Вперше згадується в 1336 році. В селі є футбольне поле.

## Географія
Протікає Заградний канал.

## Населення
| Рік:            | 1994. | 2004.   | 2014.   | 2024.   |
| --------------- | ----- | ------- | ------- | ------- |
| Кількість осіб: | 287   | 275     | 295     | 306     |
| Різниця:        |       | -4,18 % | +7,27 % | +3,72 % |

| Рік:            | 2023. | 2024.   |
| --------------- | ----- | ------- |
| Кількість осіб: | 312   | 306     |
| Різниця:        |       | -1,92 % |